# 언제나 맑음
언제나 맑음(It's Always Fair Weather)은 미국에서 제작된 진 켈리 감독의 1955년 코미디, 드라마, 뮤지컬 영화이다. 진 켈리 등이 주연으로 출연하였고 아서 프리드 등이 제작에 참여하였다.

## 출연

### 주연
- 진 켈리
- 댄 데일리

### 조연
- 시드 카리스
- 돌로레스 그레이
- 마이클 키드
- 데이빗 번스
- 제이 C. 플리펜

## 제작진
- 세트: 휴 헌트
- 세트: 에드윈 B. 윌리스
- 의상: 헬렌 로즈